# Eiphosoma matogrossense
Eiphosoma matogrossense är en stekelart som beskrevs av Costa Lima 1953. Eiphosoma matogrossense ingår i släktet Eiphosoma och familjen brokparasitsteklar. Inga underarter finns listade i Catalogue of Life.